# Zielęcice (Opole)
Pour les articles homonymes, voir Zielęcice.
Zielęcice est une localité polonaise du gmina de Skarbimierz, située dans le powiat de Brzeg (voïvodie d'Opole).